# La Posterie
La Posterie is een gehucht in de  Franse gemeente Bourghelles in het Noorderdepartement.
Het gehucht ligt in het zuiden van de gemeente, 2 km ten zuiden van het dorpscentrum van Bourghelles, langs de weg tussen de dorpskernen van Cobrieux in het westen en Bachy in het oosten.

## Geschiedenis
De 18de-eeuwse Cassinikaart toont hier de plaatsnaam Poterie en vermeldt er een historische hoeve van de Tempeliersorde Cense du Temple. De 19de-eeuwse Carte de l'état-major toont het gehucht, eveneens aangeduid als Poterie , met de historische boerderij Fe du Temple.